# 서구 을 (대구)
서구 을은 대한민국의 옛 국회의원 선거구이다. 당시 대구광역시 서구의 일부 지역을 관할했다.

## 역사
제13대 국회의원 선거를 앞두고 중구·서구 선거구에서 분리되어 신설되었다.
제16대 국회의원 선거를 앞두고 서구 갑, 을 선거구가 통합되면서 서구 선거구를 이루게 됨에 따라 폐지되었다.

## 역대 국회의원
| 선거   | 정당 | 정당       | 의원   |
| ------ | ---- | ---------- | ------ |
| 1988년 |      | 민주정의당 | 최운지 |
| 1992년 |      | 민주자유당 | 강재섭 |
| 1996년 |      | 신한국당   | 강재섭 |

## 역대 선거 결과

### 대한민국 제13대 국회의원 선거
|  | 49.15% |

|  | 34.69% |

|  | 6.11% |

|  | 5.42% |

|  | 2.64% |

|  | 1.96% |

### 대한민국 제14대 국회의원 선거
|  | 55.78% |

|  | 18.64% |

|  | 16.93% |

|  | 8.63% |

### 대한민국 제15대 국회의원 선거
|  | 32.56% |

|  | 29.66% |

|  | 29.60% |

|  | 2.80% |

|  | 2.45% |

|  | 1.66% |

|  | 1.24% |